# Komitat
Komitat ali županija (latinsko comitatus – podjetje, skupina; srednjeveškolatinsko – grofija, grofstvo; madžarsko vármegye; hrvaško županija; nemško Gespannschaften; slovaško župa ali grajska župa – var = grad) je bilo administrativno območje v Ogrski monarhiji, med 10. stoletjem in letom 1918 (propad Habsburžanov). Povezava madžarskega naziva »(vár)megye« [komitát/stolica/župa] s staroslovanskim izrazom »župa« vpliva na madžarsko besedo »ispán«, ki označuje župana. Po zadnji upravni prenovi leta 1867 jih je bilo 71 (od tega je osem pripadalo Kraljevini Hrvaška-Slavonija. Komitati so bili razdeljeni na okrožja (járás).

## Upravne spremembe
Od zadnje upravne prenove leta 1867 do razpada Avstro-Ogrske konec 1918 je bila delitev na komitate večkrat preoblikovana. Leta 1868 je bila Transilvanija dokončno združena z Madžarsko v ožjem pomenu, mesto in okrožje Reka pa je bilo razglašeno za neodvisno upravno enoto. Leta 1873 je bil del Vojne krajine ponovno združen s samo Ogrsko, drugi del pa je bil vključen v Kraljevino Hrvaška-Slavonija.
Madžarska ožje gledano (tj. Madžarska brez Hrvaške-Slavonije) je bila tradicionalno razdeljena na štiri velike regije, med katerimi je bila do leta 1876 Transilvanija peta. Ko je bila leta 1876 uvedena splošna delitev na komitate ali županije, je bila Madžarska ponovno razdeljena na sedem regij, med katerimi je bila ena Transilvanija. Komitati ali županije so bili ukinjeni leta 1949 z novo ustavo in nadomeščeni z novimi županijami (madžarsko megye).